# Dick Turpin's Ride to York
Dick Turpin's Ride to York é um filme mudo de comédia dramática britânico de 1922, dirigido por Maurice Elvey e estrelado por Matheson Lang, Isobel Elsom e Cecil Humphreys.

## Elenco
- Matheson Lang como Dick Turpin
- Isobel Elsom como Esther Bevis
- Cecil Humphreys como Lytton Glover
- Norman Page como Ferret Bevis
- Lewis Gilbert como Tom King
- Lily Iris como Sally Dutton
- Malcolm Todd como Sir Charles Weston
- Madame d'Esterre como Lady Weston